# 올리비에 장
올리비에 장(프랑스어: Olivier Jean, 1984년 3월 15일~)은 캐나다의 쇼트트랙 선수이다.
퀘벡주 출신이다. 주로 계주팀의 일원으로 참가하고 있다. 세계 선수권에서 2007년 계주 은메달을 획득했으며, 2009년 500m 동메달을 땄다. 2010년 동계 올림픽 1500m에서 4위에 올랐으며, 5000m 계주에서 금메달을 땄다.